# Чокурча джамиси
«Чокурча джамиси» — действующая мечеть в Симферополе, расположенная в микрорайоне Луговое. Находится в ведении Духовного управления мусульман Крыма.

## История
Предположительно мечеть «Чокурча джамиси» построена в XVIII веке. В 1810 и 1875 годах община деревни Чокурча (с 1948 года — Луговое) проводила перестройку мечети.
После установления советской власти в Крыму мусульманам было разрешено пользоваться помещением мечети. К тому моменту мечеть была покрыта черепицей, сложено из бутового камня на глине, здание имело девять окон, три двери и минарет. Ситуация изменилась к 1930 году, когда Президиум Симферопольского райисполкома принял решение «…ввиду отказа верующих от использования мечети, договор расторгнуть, мечеть закрыть, здание передать под культурные нужды». Данное решение подтвердил ЦИК Крымской АССР, который постановил ликвидировать мечеть «Чокурча джамиси», а помещение передать клубу артели «Гуль».
Позднее, после депортации крымских татар в 1944 году помещение мечети перестроили в магазин, а затем в бар с дискотекой. С началом возвращения крымских татар из мест депортации в Крым мечеть была возвращена мусульманской общине. В 1998 году была проведена реконструкция здания при поддержке Меджлиса крымскотатарского народа, был восстановлен разрушенный минарет.
Осенью 1998 года мечеть пострадала от нападения, в результате которого были выбиты все окна. В августе 2004 года имам мечети «Чокурча джамиси» Мухаммед Исламов сообщил о том, что мечеть подверглась вандализму со стороны неизвестных.
В мае 2014 года размещённая у входа в мечеть камера видеонаблюдения была похищена неизвестными. 13 июня 2014 года мечеть подверглась поджогу с помощью трёх коктейлей Молотова. Спустя два года Северо-Кавказский окружной военный суд в Ростове-на-Дону признал виновным в атаке и приговорил к шести годам лишения свободы в колонии строгого режима Максима Филатова, работавшего слесарем-электриком в Симферопольском колледже радиоэлектроники.
Еженедельно пятничную молитву посещает около 300 человек.